# Terchești, Vrancea
Terchești este un sat în comuna Popești din județul Vrancea, Muntenia, România. Se remarca printr-un peisaj deluros cu un sol propice pentru silvicultura, mare parte din terenuri fiind cultivate cu vie.
 Acest articol despre o localitate din județul Vrancea este deocamdată un ciot. Puteți ajuta Wikipedia prin completarea lui.